# John Hubart Caradoc
Barón Sir John Hubart Caradoc (Dublín, 1799 - Bayona, 1873), segundo Lord Howden, militar y diplomático británico.

## Biografía
Fue ministro plenipotenciario en Madrid desde 1850 a 1858. Gozó de gran popularidad entre los gobernantes y ciudadanos españoles por su buen carácter y especialmente por comparación con su predecesor Sir Henry Bulwer, expulsado por Narváez por entrometerse demasiado en los asuntos de estado españoles. Lord Howden se retiró sin derecho a pensión por problemas de salud. Adquirió una casa a las afueras de Murcia, a la que dotó de un excelente jardín.
Una casa, llamada Torre-Caradoc en la actualidad en su honor y según dicen llena de misterio, que está situada en el Barrio del Progreso de Murcia. Posee un estilo arquitectónico bastante inquietante, con una cruz puesta hacia abajo en el techo de su capilla. El lugar está verjado. Según cuentan la Casa-Torre la construyó el lord por amor a una actriz de Cartagena, aunque hoy en día se sabe que la torre es conservada de una construcción anterior, por lo que la casa, de estilo inglés victoriano, sería obra del Lord.
Sus dueños actuales son la familia Campillo Ros, aunque la casa está muy abandonada en la actualidad. El problema del deterioro es que no dejan restaurarla sin un estudio histórico, que deben sufragar los actuales propietarios.

## Fuente
- The Dictionary of National Biography, 1973, III: 938.

- Datos: Q6239436